# Sail Away Sweet Sister
«Sail Away Sweet Sister (To the Sister I Never Had)» (en español: Navega, Dulce Hermana (A La Hermana Que Nunca Tuve)) es una canción escrita por Brian May, guitarrista de la banda de rock inglesa Queen, incluida en el disco del álbum The Game del año 1980.

## Detalles técnicos
Fue grabada en las sesiones preliminares del álbum The Game de 1979 junto a Crazy Little Thing Called Love, Save Me y Coming Soon. Se sustenta en la delicada voz de Brian May y en el bajo de John Deacon (que es un poco el instrumento principal en el disco, y tiene un solo al cierre de la pista), con un desgarrador solo de guitarra, y Freddie Mercury cantando unas cuantas líneas con una voz impresionante.

## Actuaciones en vivo
Nunca fue tocada esta canción en vivo por Queen, pero sí fue tocada por Guns N' Roses. Brian May solía tocarla  en algunos de sus conciertos de 1998 en su gira como solista

## Créditos
- Escrita por: Brian May
- Producida por: Queen y Mack
- Músicos:
- Brian May: voz líder y coros, guitarra eléctrica y acústica, sintetizador
- Freddie Mercury: piano, coros y voz de puente
- John Deacon: bajo
- Roger Taylor: batería, coros

- Datos: Q1254739